# 106. vestlige længdekreds
Den 106. vestlige længdekreds (eller 106 grader vestlig længde) er en længdekreds, der ligger 106 grader vest for nulmeridianen. Den løber gennem Ishavet, Nordamerika, Stillehavet, det Sydlige Ishav og Antarktis.